# فيكتور بولياكوف
فيكتور بولياكوف (بالأوكرانية: Поляков Віктор Львович)‏ (مواليد 29 سبتمبر 1981 في بيرم، روسيا) هو ملاكم أوكراني، مثّل أوكرانيا في الألعاب الأولمبية الصيفية 2004 في أثينا.

## روابط خارجية
فيكتور بولياكوف على موقع بوكس ريك (الإنجليزية) (registration required)
- فيكتور بولياكوف على موقع اللجنة الأولمبية الدولية (الإنجليزية)
- فيكتور بولياكوف على موقع أوليمبيديا (الإنجليزية)